# Талакаифаики
Талакаифаики (тонг. Talakaifaiki) — высший священный верховный правитель Империи Тонга из династии Туи-тонга.

## Биография
Талакаифаики был высшим священным верховным правителем туи-тонга. Его отцом был четырнадцатый правитель «Тонганской империи» Талаихаапепе. В состав «империи», в то время входили острова Самоа. Талакаифаики приплыл со своей свитой и войнами на Самоа чтобы осмотреть владения и провозгласить свой суверенитет. Он высадился на Савайи в районе Сафоту, и собрал самоанцев для постройки каменной платформы для своего дворца. По преданиям Талакаифаики был надменным и жестоким, относился к местным жителям как к рабам. Его жестокость спровоцировала подготовку восстания на островах. Восстание началось около 1250 года под предводительством самоанских юношей Туны и Фаты. Во время празднования дня рождения короля восставшие напали на тонганцев. В этой битве погибло около 200 тонганцев. Талакаифаики избежал плена и сбежал в Мулифануа на другом конце острова Уполу, где стоял его флот. Фата и его племянник, воин Улумасуй, преследовали его вдоль южного побережья. Другие сторонники короля преследовались вдоль северного побережья Туной и Тапуола вождём Алейпаты.
В решающей битве при Нуусунгале на западе острова Уполу самоанцы одержали верх над тонганцами. Их преследование продолжалось и самоанцы загнали всех тонганцев в море. Талакаифаики был восхищён храбростью самоанцев. Перед отплытия с острова, Талакаифаики дал завет, чтобы тонганцы никогда больше не нападали на Самоа и похвалил противников за их храбрость.

### Завет Талакаифаики
```
тонг.
 
Mālie toa, mālie tau...
afai ou te toe sau
ou te sau i le aouliuli folau
ae lē ʻo le aouliuli tau! 
```

```
рус.
 
Храбрые воины, храбро сражались...
и если Если тонганцы когда-нибудь вернутся,
это будет дружественный визит, 
но никогда больше не будет войны!
```